# Psophodes
Psophodes is een geslacht van de zangvogels uit de familie zwiepfluiters. Het geslacht telt vier soorten.

## Taxonomie
- Psophodes cristatus  – Struikzwiepfluiter
- Psophodes nigrogularis  – Westelijke zwiepfluiter
  - P. n. leucogaster  – Malleezwiepfluiter
- Psophodes occidentalis  – Klokzwiepfluiter
- Psophodes olivaceus  – Zwartkopzwiepfluiter